# Vărăști
Vărăști là một xã thuộc hạt Giurgiu, România. Dân số thời điểm năm 2002 là 6513 người.